# Fußball-Regionalliga Südwest

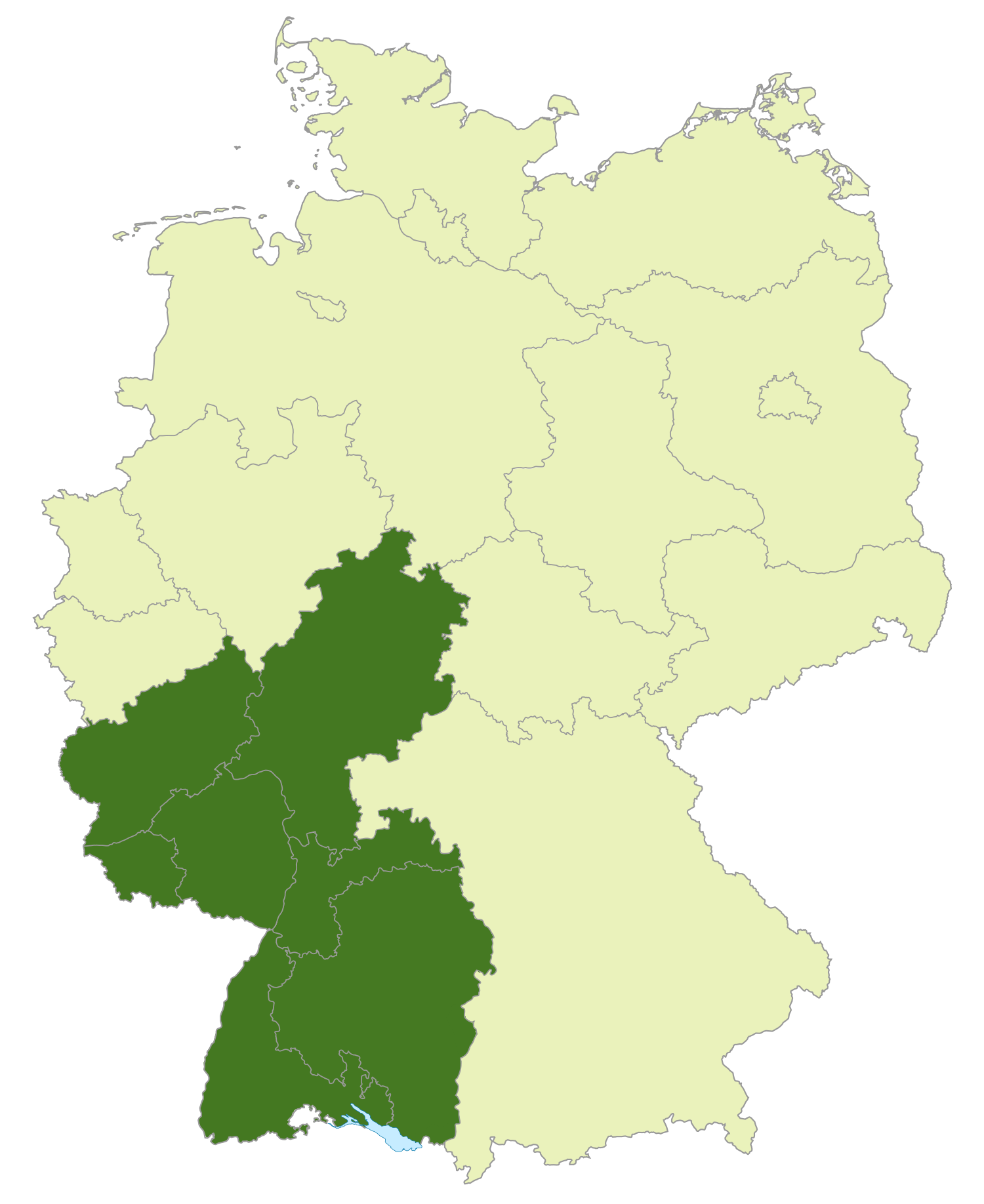
Mapa da atual região sudoeste da Regionalliga.

A Fußball-Regionalliga Südwest é o quarto escalão do sistema de ligas de futebol da Alemanha, constituída pelos estados de Hesse, Baden-Württemberg, Renânia-Palatinado, e Sarre. É uma das cinco ligas neste escalão, acompanhada da Regionalliga Bayern, Regionalliga Nord, Regionalliga Nordost e Regionalliga West.
A competição foi formada após uma reestruturação no sistema de ligas da Alemanha ao fim da temporada 2011-12, composta dos clubes da antiga Regionalliga Süd (exceto os da Baviera, que formaram a Regionalliga Bayern) e dos clubes dos estados de Sarre e Renânia-Palatinado que participavam da Regionalliga West.

## Vencedores
| Temporada | Campeão              | Vice-campeão      |
| --------- | -------------------- | ----------------- |
| 2012–13   | Hessen Kassel        | SV Elversberg     |
| 2013-14   | Sonnenhof Großaspach | SC Freiburg II    |
| 2014-15   | Kickers Offenbach    | 1. FC Saarbrücken |
| 2015-16   | Waldhof Mannheim     | SV Elversberg     |
| 2016-17   | SV Elversberg        | Waldhof Mannheim  |
| 2017-18   | 1. FC Saarbrücken    | Waldhof Mannheim  |

Fonte: «Regionalliga Südwest». Das deutsche Fussball-Archiv. Consultado em 28 de dezembro de 2018
- Equipes promovidas em negrito.